# Belén Sánchez Picorelli
Belén Sánchez Picorelli (Madrid, 14 de novembre de 1978) és una exjugadora i entrenadora de waterpolo espanyola.
Formada al CN Ondarreta, la temporada 2000-01 va fitxar pel Club Esportiu Mediterrani. La temporada següent va marxar a jugar a la lliga italiana amb el Gifa Citta, amb què va aconseguir una Copa LEN el 2002. Aquell mateix any va retornar al CE Mediterrani, amb el qual va guanyar una Lliga espanyola i una Copa de la Reina. Durant aquest període va exercir com a entrenadora del CN Rubí i del CN Molins de Rei. La temporada 2009-10 va fitxar pel CN Sabadell, aconseguint una Copa de la Reina, i la temporada següent, va esdevenir segona entrenadora de l'equip. Com a entrenadora, ha aconseguit la majoria dels títols recents del CN Sabadell. Internacional amb la selecció espanyola en 121 ocasions entre 1995 i 2004, va participar en dos Campionats del Món (1998 i 2003) i en quatre Campionats d'Europa (1997, 1999, 2001 i 2003), destacant el quart lloc aconseguit el 1997. Entre d'altres reconeixements, va rebre la medalla de serveis distingits de bronze (1998), d'argent (1999) i d'or (2000) de la Reial Federació Espanyola de Natació.

## Palmarès

### Com a jugadora
- 1 Copa LEN de waterpolo femenina: 2001-02
- 1 Lliga espanyola de waterpolo femenina: 2002-03
- 2 Copa espanyola de waterpolo femenina: 2002-03, 2008-09

### Com a entrenadora
- 5 Eurolliga femenina de la LEN: 2010-11, 2012-13, 2013-14, 2015-16, 2018-19
- 3 Supercopa d'Europa de waterpolo femenina: 2013-14, 2014-15, 2016-17
- 9 Lliga espanyola de waterpolo femenina: 2010-11, 2011-12, 2012-13, 2013-14, 2014-15, 2015-16, 2016-17, 2017-18, 2018-19
- 9 Copa espanyola de waterpolo femenina: 2010-11, 2011-12, 2012-13, 2013-14, 2014-15, 2016-17, 2017-18, 2018-19, 2019-20
- 9 Supercopa espanyola de waterpolo femenina: 2010-11, 2011-12, 2012-13, 2013-14, 2014-15, 2015-16, 2016-17, 2017-18, 2018-19
- 10 Copa Catalunya de waterpolo femenina: 2010-11, 2011-12, 2012-13, 2013-14, 2014-15, 2015-16, 2016-17, 2017-18, 2018-19, 2019-20